# Hypoxis uniflorata
Hypoxis uniflorata là một loài thực vật có hoa trong họ Hypoxidaceae. Loài này được Markötter mô tả khoa học đầu tiên năm 1930.